# Bush Hill Park (stacja kolejowa)
Bush Hill Park (kod stacji: BHK) - stacja kolejowa w Londynie, na terenie London Borough of Enfield, zarządzana i obsługiwana przez National Express East Anglia. We wrześniu roku statystycznego 2008 skorzystało z niej ok. 648 tysięcy pasażerów.

## Galeria

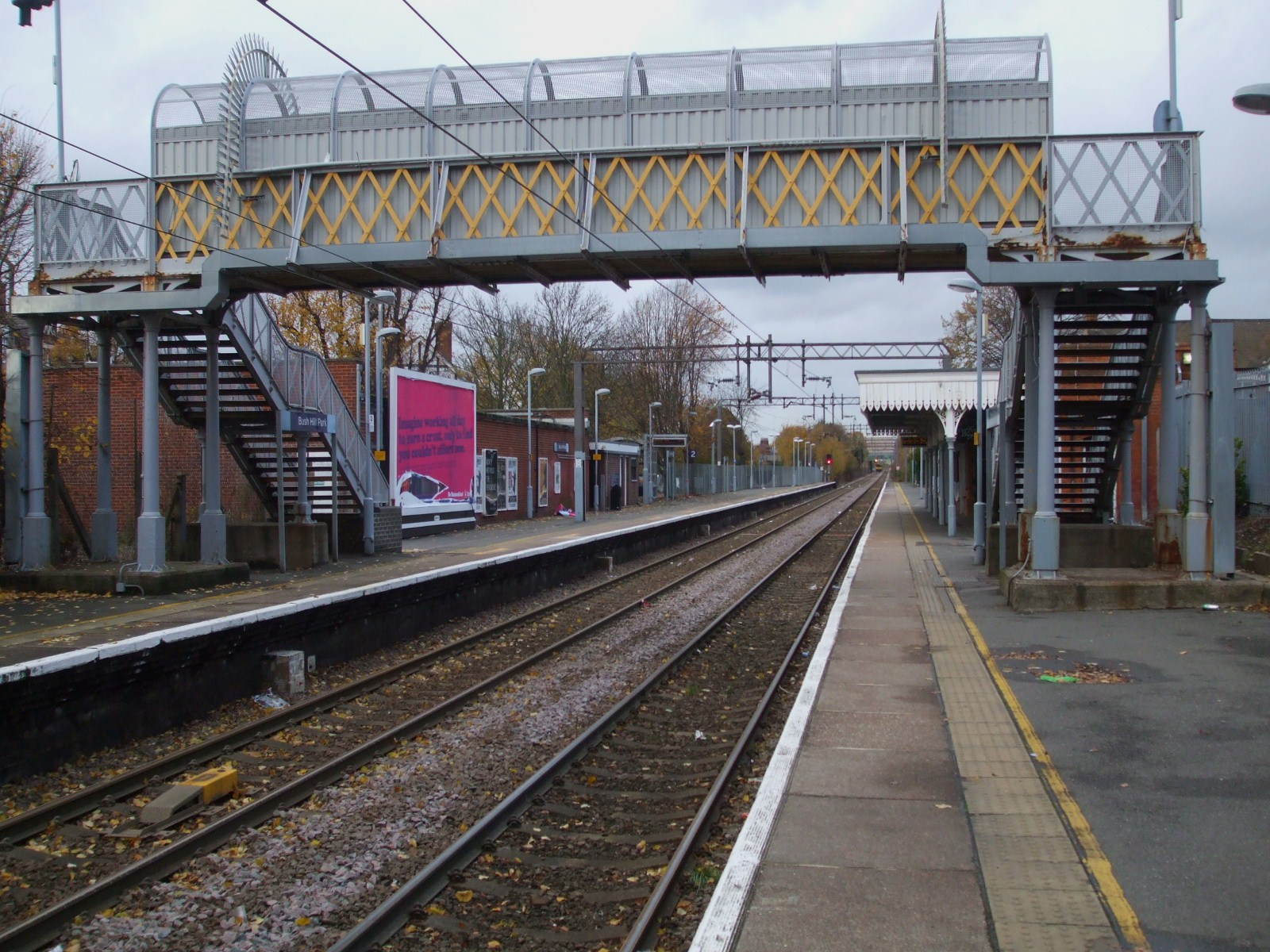
Perony
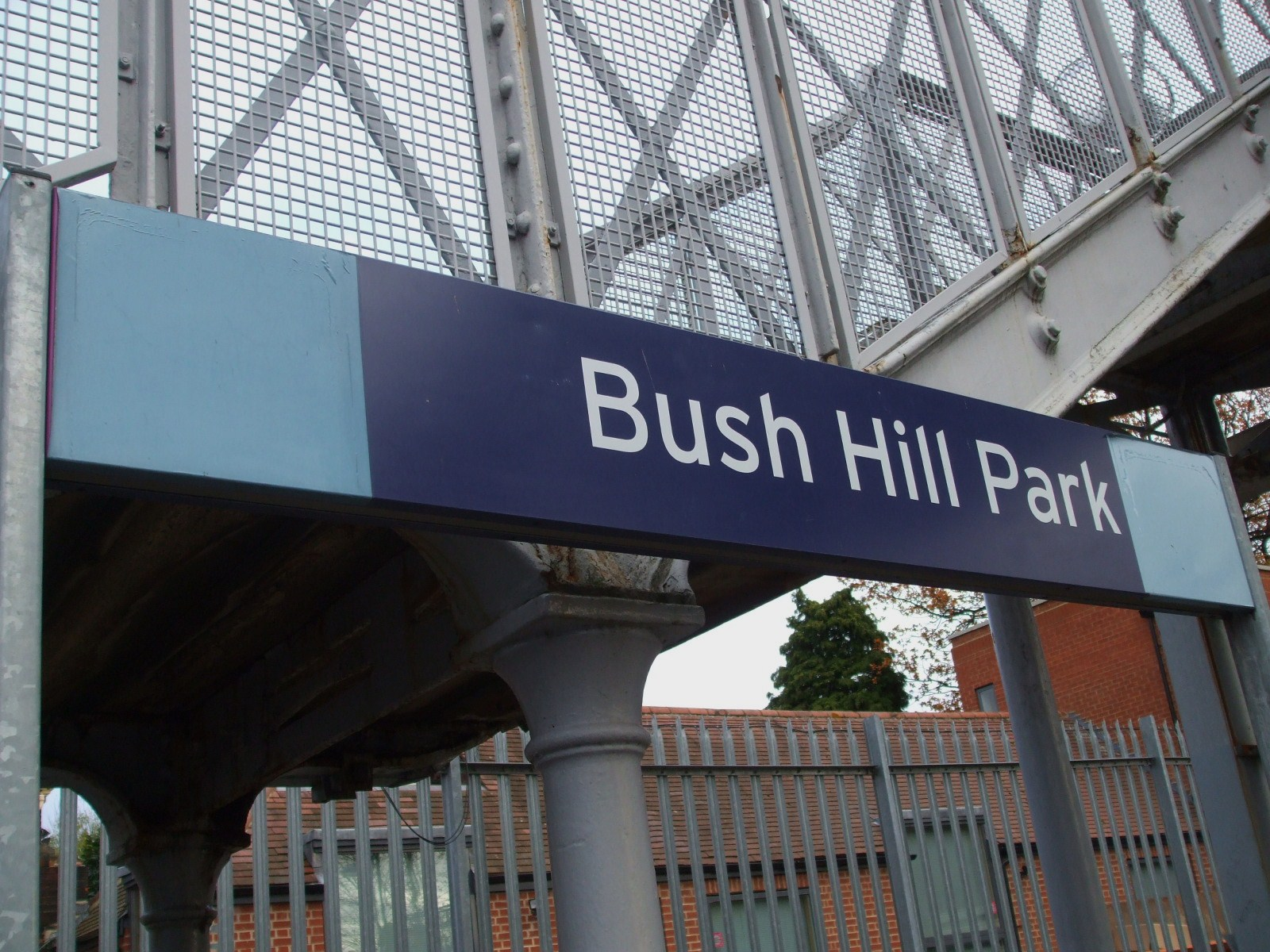
Tablica z nazwą stacji
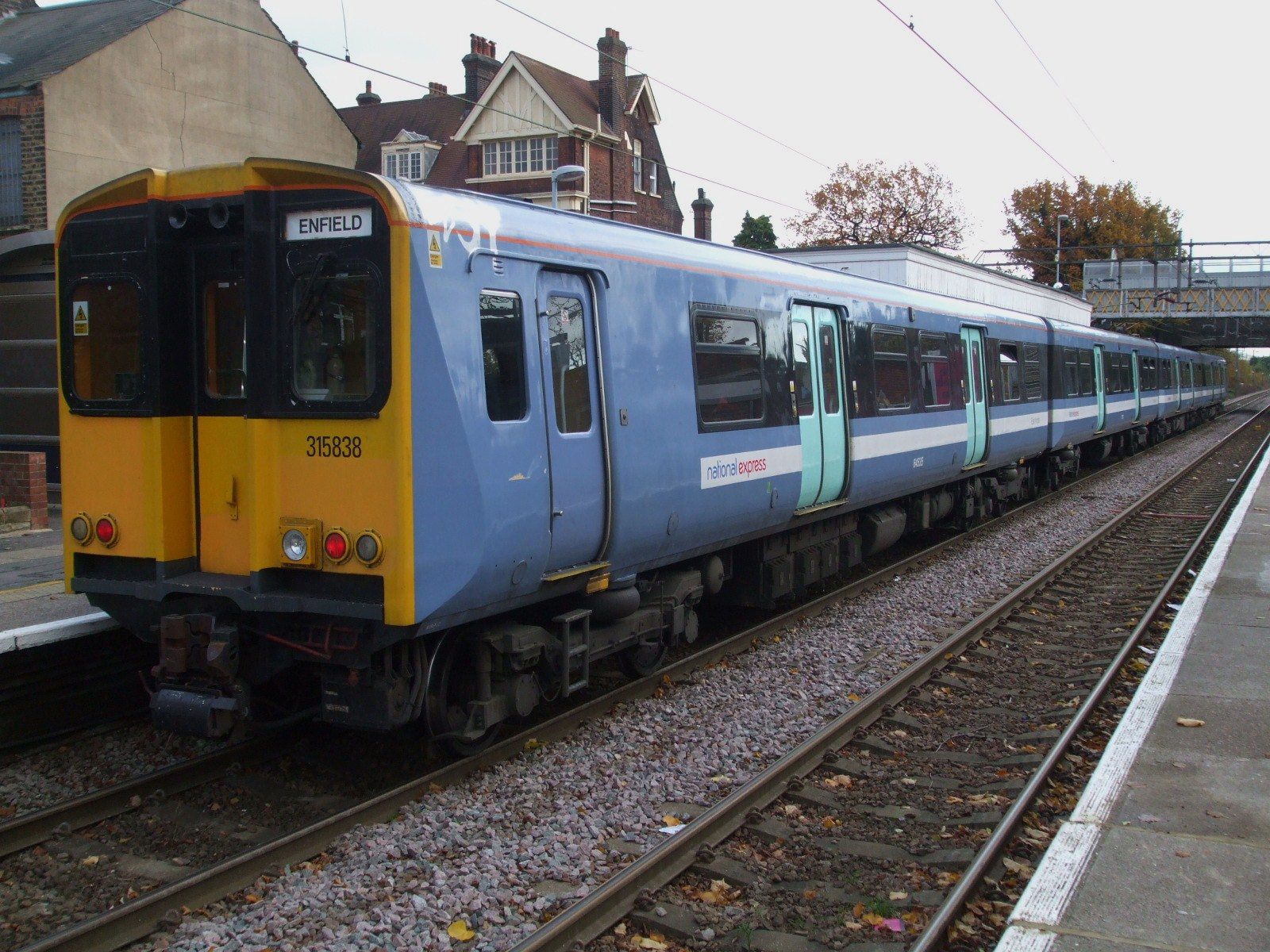
Pociąg British Rail Class 315 na stacji
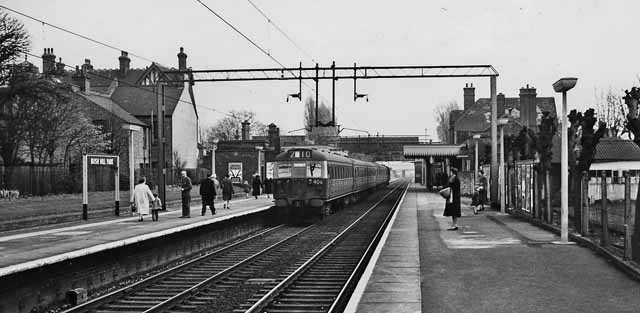
Stacja w 1961 roku